# フロレス・アリエ
青木アリエ（2004年6月4日 - ）は、日本の陸上競技選手。専門は短距離走。

## 経歴・人物
- 出身地は静岡県。父はペルーと日本、母はペルーとイタリアの混血人である。フロレス・アリエ（西: Flores Arie）として本人はペルー国籍を保持していたが[1]、2025年6月に日本国籍を取得し[2]、同年7月に親戚の名字である青木姓に改名し、同年8月の大会から青木アリエとして陸上競技大会に参加している[3]。
- 浜松市立舞阪中学校→東海大学付属静岡翔洋高等学校→日本体育大学体育学部3年在学中。
- 中学校3年次の2019年「第46回全日本中学校陸上競技選手権大会」（大阪・長居陸上競技場）にて女子100m走に出場し、予選2組で12秒88のタイムで走ったが予選で敗退している[4]。
- 高校時代には2年時にインターハイを兼務した2021年の「第74回全国高等学校陸上競技対校選手権大会」（福井県・福井県営陸上競技場）に出場し、女子400mで6位に入賞している[5]。
- 2023年4月に日本体育大学へ入学し。陸上競技部に所属[注 1]。
- 2025年5月3日、「静岡国際陸上競技大会」（静岡県小笠山総合運動公園スタジアム）の女子400m走にて51秒71のタイムで走破し、優勝した[1]。この51秒71の記録は丹野麻美（当時ナチュリル）が2008年の同大会で樹立した51秒75の日本記録を17年ぶりに更新する“日本最高タイム”であると共に、丹野自身が福島大学2年在学中の2005年9月に出場した「スーパー陸上」で樹立した51秒80を更新する日本女子学生記録となった。なお、アリエは2025年5月時点ではペルー国籍の外国人選手扱いであったため、静岡での記録は日本陸上競技連盟が公認する日本記録と認定されないが、日本の大学に在学し、かつ日本学生陸上競技連合登録選手であるため日本女子学生新記録として公認される[6]。
- 2025年6月18日付で、日本国籍を取得したことが官報で告示された[7][2]。
- 2025年7月5日、「第109回日本陸上競技選手権大会」（国立競技場）第2日のレース後の取材で、次の大会からは「青木アリエ」と改名することを明かした[8]。
- 2025年8月6日、ポーランドで行われたWAコンチネンタルツアーのヴィエスワフ・マニアク記念の女子400mに青木アリエとして初出場し、7位を記録した[3]。